# Alexander Palma
Alexander Palma (Guarenas, Miranda, Venezuela, 18 de marzo de 1995), es un beisbolista profesional venezolano que juega en las posiciones de Jardinero izquierdo (LF) en la Liga Venezolana de Béisbol Profesional, con el equipo Leones del Caracas.